# 芦別事件
芦別事件（あしべつじけん）は1952年に北海道芦別市で発生した、日本の鉄道線路爆破事件である。逮捕された容疑者について、刑事訴訟の控訴審でその容疑認定が否定され、無罪となった（冤罪）。真犯人が不明な未解決事件でもある。

## 発生から起訴まで
1952年7月29日の夜8時40分頃に国鉄根室本線平岸駅 - 芦別駅間のレールが爆破された。爆発音を聞いた芦別警察署警察官と芦別駅員が現場へ行って調べると、線路の爆破を発見した。現場の状況はレール33 cmが吹き飛び、反対側のレールにも電話線が敷かれ、ダイナマイト爆破を仕掛けたように見せ掛けてあった。その後の現場検証では、長さ60 cmくらいの緑色の被覆銅線の母線一本、現場近くで爆破に使用されたとみられるダイナマイトと電気発破器、現場から約300 m離れたヨモギの中から犯行に使用されたと見られた遺留品を発見した。
警察の捜査過程でこれらの遺留品、特に被覆銅線は近くの炭鉱で使用されていたことがわかり、同炭鉱からダイナマイトが盗まれているとの情報もあり、さらに遺留品の出所は炭鉱の下請け企業の飯場であるとの疑いを強めた。
1953年2月に警察は炭鉱坑内作業者で数人を窃盗容疑で逮捕し、爆破事件との関連を追及した。その過程の取り調べで「同僚のXから火薬の入手を頼まれたことがある、XとYが爆破の相談をしているのを聞いたことがある」等と供述する者があり、警察は炭鉱作業員のXとYを逮捕した。Yは日本共産党芦別地区委員会指導部員であった。Yは終始犯行を否認したが、Xはいったん火薬を手に入れYに渡したことなどを自供した。札幌地方検察庁はXとYを電汽車往来危険、火薬類取締法違反、窃盗罪等で起訴した。

## 刑事訴訟
1952年10月19日から札幌地方裁判所で公判が開かれ、検察は6月中旬から7月中旬にかけてXとYら4人の日本共産党員が集まって火薬の入手を協議し、掘進夫（鉱山の坑道を掘り進める係）に運ばせる形で電気発破器と母線と四寸釘五本とダイナマイト40本と電気雷管20本を調達し、Xは掘進夫2人と一緒にダイナマイト20本入り一箱と発破母線二本を盗む等して、爆発材料を入手し、事件は日本共産党員による計画的な権力闘争の一環として行われたと主張した。
XとYは起訴事実を否認、窃盗罪で逮捕されていた炭鉱坑内作業者2人も捜査段階での供述を否定した。被告は発破母線は炭鉱から盗み出したものとする検察の主張について否定し、警察が盗難に遭っているとする発破器はその後に埋没されているのが発見され、証拠品の大半について価値なしと主張した。
1956年7月11日に札幌地裁は爆破の共同謀議の日時や場所は特定しないまま、Yには爆破の実行行為を認めずに発破器の窃盗の事実のみを認定する形でXに懲役5年、Yに懲役1年の有罪判決を言い渡した。
被告弁護側は控訴した。控訴審では以下のようなことがあった。
- 多数の証人調べを行った際に、捜査段階での検察の取り調べにおける供述内容を否定する者が続出した。
- 下請け企業の労務担当者が1952年7月のXの動静を細かく記した手帳を、検察が保管しており、裁判所が提出命令を出して証拠採用された。弁護側は、鉄道爆破の火薬を坑内作業員に頼んで持ち出させたという検察側主張に対し、その共謀を否定するアリバイ証明になると主張した。
- 下請け企業が作成した坑内作業員の出勤・賃金伝票等を基に出勤簿が作成されたが、被告は芦別市内の映画館で映画を見ていたアリバイがあると主張した。

一方で検察は以下のような反論を行なった。
- 発破器は少なくとも2台あり、1台は1953年2月に土砂の中から見つかったものの、他の1台も同じように埋まったという確証はない。弁護側は紛失した発破器が1台しかないという前提に立って、それが後に坑内で発見されたため証拠物の発破器は偽物であると主張しているが、その前提自体が誤りである。
- 支払伝票中に映画券を交付した相手方にXの名前がなく、経理係もXには渡していないと証言している。

1963年12月20日に札幌高等裁判所はXのアリバイ成立は否定したものの「ダイナマイトや雷管等の火薬品をXとYが入手したことに合理的疑問があること」「最も重要な遺留品特に発破器などに被告との結びつきがなく、他の遺留品も鉄道爆破と無関係の疑いがあること」「事件直前に現場で被告人らしい男をみたという証言も信用性が乏しい」として、一審判決を破棄してYに無罪判決を言い渡した。Xは控訴審判決前の1960年5月に交通事故のために死亡して公訴棄却となっていた。検察は上告を断念し、Yの無罪判決が確定した。

## 国家賠償請求訴訟
1965年6月5日にYと死亡したXの遺族は国と当時の捜査官を相手取って、損害賠償慰謝料合わせて総額約2500万円の支払いを求める訴訟を起こした。原告は「捜査は違法な別件逮捕であり、自白強要、誘導尋問等で捜査が進められ、警察と検察は二人が無実であることを知りながら捜査・起訴をし、その上で無罪を立証する証拠を故意に隠した」と主張した。これに対し、国側は「自白の強要や誘導尋問などをした事実はない。原告側主張のような証拠物の隠匿はなく、法廷に提出しなかったものは事件と無関係と判断したものにすぎない。捜査に故意や過失はなく、国側に賠償責任はない。」と主張した。
1966年12月24日に札幌地裁（福島重雄裁判長）は原告の主張の大部分を認め、賠償額約900万円の支払いを命じる判決を言い渡した。国側は控訴し、1973年8月10日に札幌高裁は一審判決を破棄して、原告の請求を棄却する判決を言い渡した。原告は上告したが、最高裁判所は1978年10月20日に「無罪が確定したというだけでは、直ちに逮捕、勾留や起訴、その維持が違法となるわけではない。逮捕、勾留はその時点で犯罪の容疑について相当の理由があって、必要性が認められる限り適法であり、また起訴とその維持に当たる検察官の心証はその時点での各種の証拠資料を総合検討して、合理的な判断過程によって有罪が認められる容疑があれば足りる。」と判示した上で上告を棄却し、原告の請求棄却が確定した。